# Igor Walentinowitsch Korobow

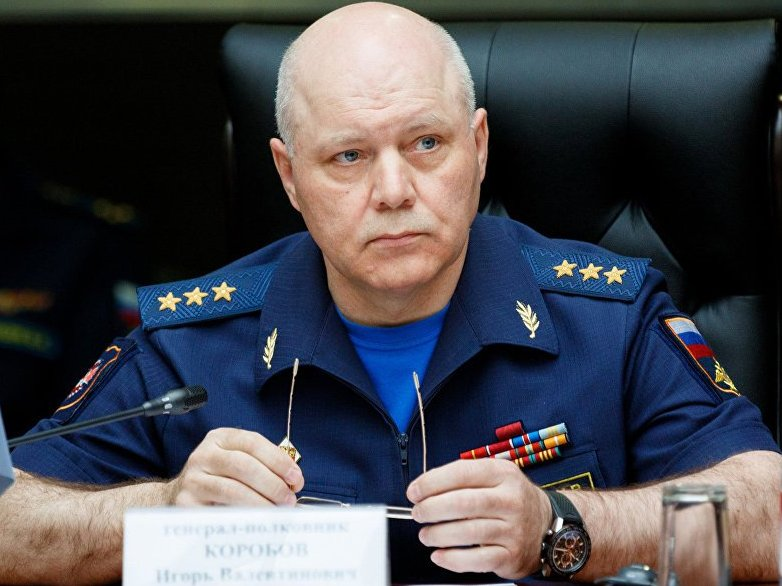
Igor Korobow, August 2017

Igor Walentinowitsch Korobow (russisch И́горь Валенти́нович Ко́робов; * 3. August 1956 in Wjasma, Russische SFSR, Sowjetunion; † 21. November 2018 in Moskau) war ein russischer Generaloberst und von 2016 bis zu seinem Tod im Jahr 2018 Leiter des militärischen Geheimdienstes der Russischen Föderation (GRU). 2018 wurde ihm der höchste Titel Held der Russischen Föderation verliehen.

## Leben
Igor Korobow schlug eine militärische Laufbahn ein und ging zunächst zu den Luftstreitkräften. In den 1980er-Jahren wechselte er zum Geheimdienst. Nach dem Tod von Geheimdienstchef Igor Sergun im Januar 2016 berief Präsident Wladimir Putin Korobow zu dessen Nachfolger.
Korobow stand wegen der Verwicklung seines Dienstes in den Krieg in der Ukraine seit 2014 seit Dezember 2016 auf der OFAC-Sanktionsliste der USA. Das US-Finanzministerium setzte ihn im März 2018, unter anderem wegen der Verstrickung der GRU in Cyberattacken im Umfeld der Präsidentschaftswahl in den Vereinigten Staaten 2016, auf die CAATSA-Sanktionsliste.
Korobow soll nach Medienberichten auch innerhalb Russlands wegen des gescheiterten Anschlagsversuchs auf Sergei Skripal und dessen Tochter Anfang März 2018 in der Kritik gestanden haben.
Igor Korobow starb laut Angaben des russischen Verteidigungsministeriums am 21. November 2018 im Alter von 62 Jahren „nach langer schwerer Krankheit“. Er erkrankte nach Angaben des russischen Journalisten Sergej Kaniw jedoch unmittelbar nach einem persönlichen Treffen mit Wladimir Putin.

## Privates
Korobow war verheiratet und hatte zwei Töchter.